# Eugénie Mérieau
 (décembre 2024).
Si vous disposez d'ouvrages ou d'articles de référence ou si vous connaissez des sites web de qualité traitant du thème abordé ici, merci de compléter l'article en donnant les références utiles à sa vérifiabilité et en les liant à la section « Notes et références ».
 (décembre 2024).
Eugénie Mérieau, née en 1986, est une politologue et constitutionnaliste française. Spécialiste de la politique de la Thaïlande, du  constitutionnalisme autoritaire et des questions de mimétisme juridique, analyste de la situation française et internationale, elle est maître de conférences en droit public à l'Université Paris 1 Panthéon-Sorbonne.

## Biographie

### Parcours universitaire

#### Formation et débuts
Elle étudie le droit à l'Université Paris 1 (Panthéon-Sorbonne)[réf. nécessaire], les sciences politiques à Sciences Po Paris et pratique les études thaïlandaises à l'Institut national des langues et civilisations orientales (INALCO), à Paris.
Proche du juriste conservateur thaïlandais Bowornsak Uwanno (en), elle commence à travailler en tant que chercheuse à l'Institut du Roi Prajadhipok à Bangkok ainsi que comme consultante pour le bureau Asie-Pacifique de la Commission internationale des juristes.
Elle tient aussi alors des charges de cours à Sciences Po Paris et à l'Université Thammasat de Bangkok.
En 2017, elle obtient son doctorat à l'INALCO en soutenant une thèse de sciences politiques intitulée Le constitutionnalisme thaïlandais au prisme de ses emprunts étrangers : étude de la fonction royale. Par la suite, ce travail est récompensé à de nombreuses reprises, notamment par la Chancellerie des universités de Paris qui lui décerne le prix honorifique Lévy-Ullmann (en), depuis quoi elle est éditée aux éditions Institut Universitaire Fondation Varenne.

#### Activité postdoctorale et domaines d'expertise
En 2017, elle écrit un article critiquant les jurisconsultes qui ont participé à la rédaction de la Constitution de 2017 comme Bowornsak Uwanno ou Wissanu Krea-Ngam.
De 2017 à 2019, elle est chercheuse postdoctorale à la chaire Alexander von Humboldt en constitutionnalisme comparé de l'université de Göttingen. Entre 2019 et 2020, elle est chercheuse invitée au Institute for Global Law and Policy de la faculté de droit de Harvard, puis boursière postdoctorale au Center for Legal Theory de l'université nationale de Singapour.
Elle a pu commenter la situation politique et les développements en Thaïlande pour des organes de presse internationaux, notamment The Conversation, The New York Times et The Atlantic.
En 2021, elle est nommée maître de conférences de droit constitutionnel au sein de l'Université Paris 1. Ses sujets de recherche portent sur le constitutionnalisme illibéral et autoritaire, les greffes de droit et les contentieux constitutionnels, la mondialisation du droit, l'état de droit et l'état d'urgence, l'épistémologie et la méthodologie du droit comparé, ainsi que le droit constitutionnel comparé entre l'Europe et l'Asie.
Elle a également pu analyser les développements en France pour des organes de presse français comme Le Monde ou Libération.
 (février 2025).
Elle est également une voix importante concernant l'observation de la France entre passé, présent et avenir sous le prisme constitutionnel, institutionnel, juridique, du fait politique et international, des spécificités de son régime semi-présidentiel et de son inscription dans les mouvements de libéralisme et d'illibéralisme civils ou d'autoritarisme en cadre démocratique européen et occidental. Elle compare la France avec de nombreux autres pays, régimes socio-politiques, culturels, européens ou asiatiques essentiellement, et propose des perspectives originales sur les enjeux contemporains qui traversent notamment son modèle démocratique et peuvent tendre à la restriction des libertés publiques et personnelles ainsi qu'à l'interprétation ou utilisation avec tendance présidentialiste des textes fondateurs, en particulier de la Constitution de 1958.
Elle s'interroge sur ce que révèlent par exemple les régimes spécifiques comme l'état d'urgence, la surveillance et le contrôle au nom des valeurs démocratiques et des politiques sécuritaires à propos des libertés fondamentales, des déplacements et engagements, de la vie privée, le fichage, les violences policières et autres, la haine et la polarisation, la répression, l'insécurité, le sentiment et la réalité, le droit de faire grève, manifester, se syndiquer, se déplacer, s'engager, protéger et conserver son espace privé, maîtriser ce que l'on exprime ou non. Elle analyse finement et profondément les discriminations, les médias et les structures politico-juridiques, la participation citoyenne, les rapports hiérarchiques et la confiance éprouvés.
Elle réfléchit et intervient sur le risque de pérennisation lié aux tendances intrinsèques qui sous-tendent ces dérives illibérales en termes juridiques notamment, et les interactions entre figure présidentielle en France, esprit républicain historique et actuel, faits et interprétations textuels et contextuels, crises liées au régime politique et à l'implication démocratique des institutions et des citoyens. Elle s'établit comme une experte consultée médiatiquement. Le sujet de la démocratie, de la dictature aussi, du libéralisme, de l'illibéralisme, des régimes autoritaires et totalitaires, les champs, leurs limites et leurs imbrications sans simplisme, les définitions et les implications au regard des réalités et glissements légaux et des systèmes appréhendés en lien avec le texte et le quotidien juridiques, judiciaires, et les libertés civiles, occupent une place cardinale dans la vision complexe et multidimensionnelle qu'elle développe de façon scientifiquement méthodique et dans l'éclairage qu'elle propose de manière à prendre du recul sur l'actualité qu'elle explique et décortique en rapport avec des perspectives d'observation et d'interprétation globales et détaillées de jure et de facto. Elle réfléchit au macronisme, à l'extrême droite, à la gauche dans le champ politique actuel, relie les tendances radicalisées quant à l'enjeu de qui a le pouvoir, comment et pourquoi, à la tentation fasciste et populiste dont son analyse du danger à l'échelle de temps et d'espaces aux niveaux stratifiés et imbriqués ne se fait dans aucun jugement péremptoire. [Interprétation personnelle ?]

### Vie privée
Eugénie Mérieau est mariée depuis 2016 avec le spécialiste du droit constitutionnel thaïlandais et homme politique Piyabutr Saengkanokkul, professeur de droit à l'université Thammasat, co-fondateur d'un groupe de juristes d'opposition à la junte militaire et aux coups d'Etat Nitirat, et du parti politique d'opposition Future Forward, dissous par la Cour constitutionnelle pour violation des règles de financement des partis politiques. Il est également condamné pour organisation de manifestation illégale, et poursuivi pour crime de lèse-majesté. Le successeur du Future Forward, devenu le premier parti de Thaïlande aux élections de 2023 mais empêché de former un gouvernement, a été à nouveau dissous par la Cour constitutionnelle en 2024 pour avoir proposé d'abroger la loi de lèse-majesté, décision dénoncée comme violation du droit international par les organisations internationales de défense des droits humains comme Amnesty International et la Fédération Internationale des Droits de l'Homme.

## Prises de position et controverses
Le chercheur en ethnologie Bernard Formoso a critiqué Eugénie Mérieau pour son livre Les Thaïlandais. Lignes de vie d’un peuple. Selon lui, l’ouvrage serait partisan, marqué notamment par la proximité de l’auteur avec les mouvements anti-royalistes thaïlandais, et par un certain européocentrisme.
Eugénie Mérieau a été critiquée pour sa défense de la réalité du Deep State (État profond), notion reprise par les milieux complotistes. Elle l'a appliqué pour la première fois au cas de la Thaïlande dans un article publié dans le Journal of Contemporary Asia, évoquant la récurrence des coups d'État et la force de l'appareil militaire, de facto en concurrence avec le gouvernement thaïlandais. Répondant à cette critique, la chercheuse fait évoluer le concept en évoquant l'existence d'un "dual State", une sous-administration concurrençant l'Etat, plutôt que d'un "Deep State". Elle s'interroge par ailleurs sur l'instrumentalisation politique des concepts scientifiques : "le problème qui se pose aujourd'hui aux politistes et aux juristes est : est-ce que l'on continue à travailler avec nos catégories lorsqu'elles sont reprises par les responsables politiques, et teintées de complotisme, comme le 'Deep State' ou le 'lawfare' désormais mobilisés par Donald Trump ?".
Dans un article publié pour le bilan annuel 2018 de l'IRASEC, Eugénie Mérieau affirme que "l'essor du populisme pourrait paradoxalement servir d’indicateur de démocratisation" et que la "démocratie" est plus menacée par la réaction des élites en place face aux initiatives et aux succès d'un politicien populiste. Face à la mésinterprétation de la thèse de cet article, la chercheuse revient plus tard sur ce qu'elle présente comme une hypothèse de travail, et explique qu'elle s'applique aux régimes illibéraux - le populisme traduisant la tenue d'élections, ce serait un pas vers la démocratie. Elle met toutefois en garde contre la montée du populisme dans les régimes pratiquant la démocratie, car il serait un danger mortel pour cette dernière.
Lors de ses interventions diverses relatives à la politique de la Thaïlande, Eugénie Mérieau omet régulièrement de préciser qu'elle est mariée au politicien Piyabutr Saengkannokul, militant thaïlandais pro-démocratie. Eugénie Mérieau précise néanmoins, dans une intervention de février 2025, qu'étant consciente des conflits d'intérêt que ses relations personnelles peuvent engendrer, elle a fait le choix de faire évoluer ses objets de recherches, ne traitant plus la Thaïlande.
Certains ont pu avancer qu'Eugénie Mérieau considère que la Chine de Xi Jinping n'est pas une puissance aux prétentions impérialistes et que "l'axe du mal" serait plutôt constitué par les puissances occidentales. La chercheuse entreprend en réalité de mettre en lumière la dualité de la pensée libérale, qui a servi d'appui aux colonisateurs occidentaux lors des vagues de colonisation sur les continents américain, africain et asiatique.
Afin de faire concurrence aux populismes de droite et au prétexte d'une stratégie électorale qu'elle considère comme "gagnante", Eugénie Mérieau appelle à réfléchir à la possibilité d'une forme de souverainisme de gauche qui serait selon elle un populisme électoralement "gagnant".

## Publications

### Ouvrages
- Les Chemises Rouges de Thaïlande, IRASEC, 2013, 168 p. (DOI 10.4000/books.irasec.999 ).
- Les Thaïlandais : lignes de vie d'un peuple, HD ateliers henry dougier, septembre 2018, 160 p. (ISBN 979-10-312-0445-1).
- Le constitutionnalisme thaïlandais à la lumière de ses emprunts étrangers : une étude de la fonction royale (Thèse de doctorat en Science politique), Paris, Université Sorbonne Paris Cité, 3 mai 2017 (HAL tel-01869059, lire en ligne  [PDF]) — éditée en 2018 par Institut Universitaire Varenne [présentation en ligne].
- Idées reçues sur la Thaïlande, Le Cavalier Bleu, 14 juin 2018 (ISBN 979-10-318-0275-6, lire en ligne)
- La dictature, une antithèse de la démocratie ? 20 idées reçues sur les régimes autoritaires, Le Cavalier Bleu, 2019 (DOI 10.3917/lcb.merie.2019.01 ).
- (en) Constitutional Bricolage: Thailand's Sacred Monarchy vs. The Rule of Law, Hart Publishing, 2021 (présentation en ligne, lire en ligne).
- Géopolitique de l'Etat d'exception: les mondialisations de l'état d'urgence, le Cavalier bleu, coll. « Géopolitique de », 2024 (ISBN 979-10-318-0673-0, présentation en ligne)

#### Participation à des ouvrages collectifs
- (en) Eugénie Mérieau (dir.), The Politics of (No) Elections in Thailand: Lessons from the 2011 General Election, White Lotus Press, 2016 (présentation en ligne).

- (en) chap. 7 « The legal–military alliance for illiberal constitutionalism in Thailand », dans Politics and Constitutions in Southeast Asia, London, Routledge, janvier 2017 (lire en ligne), p. 140-159.

- (en) chap. 9 « French authoritarian constitutionalism and its legacy », dans Authoritarian Constitutionalism, Edward Elgar Publishing, 2019 (lire en ligne), p. 185–208.

### Articles
- (en) « Thailand's Deep State, Royal Power, and the Constitutional Court (1997–2015) », Journal of Contemporary Asia, vol. 46,‎ 2016, p. 445–466 (DOI 10.1080/00472336.2016.1151917 ).
- (en) « Buddhist Constitutionalism in Thailand: When Rājadhammā Supersedes the Constitution », Asian Journal of Comparative Law, vol. 14,‎ 2018, p. 283–305 (lire en ligne).
- « Le crime de lèse-majesté, un blasphème ? Réflexions à partir du cas thaïlandais », Revue internationale de droit comparé, vol. 70, no 2,‎ 2018, p. 361–390 (DOI 10.3406/ridc.2018.20947 , lire en ligne ).
- (en) « Thailand's Lèse-Majesté Law: On Blasphemy in a Buddhist Kingdom », Buddhism, Law and Society, vol. 4,‎ 2019, p. 53–92 (lire en ligne).
- « Le vol du vote thaïlandais », Le Monde diplomatique, no 839,‎ février 2024, p. 12 (lire en ligne)